# Спеціальний знак

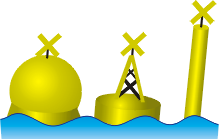
Приклади спеціальних знаків: кулястий і звичайний буї, віха.

Спеціальний знак позначення водовипуску в Ірландському морі
навпроти села Геленз-Бей, Північна Ірландія. Має світловий сигнал з подвійних жовтих спалахів.

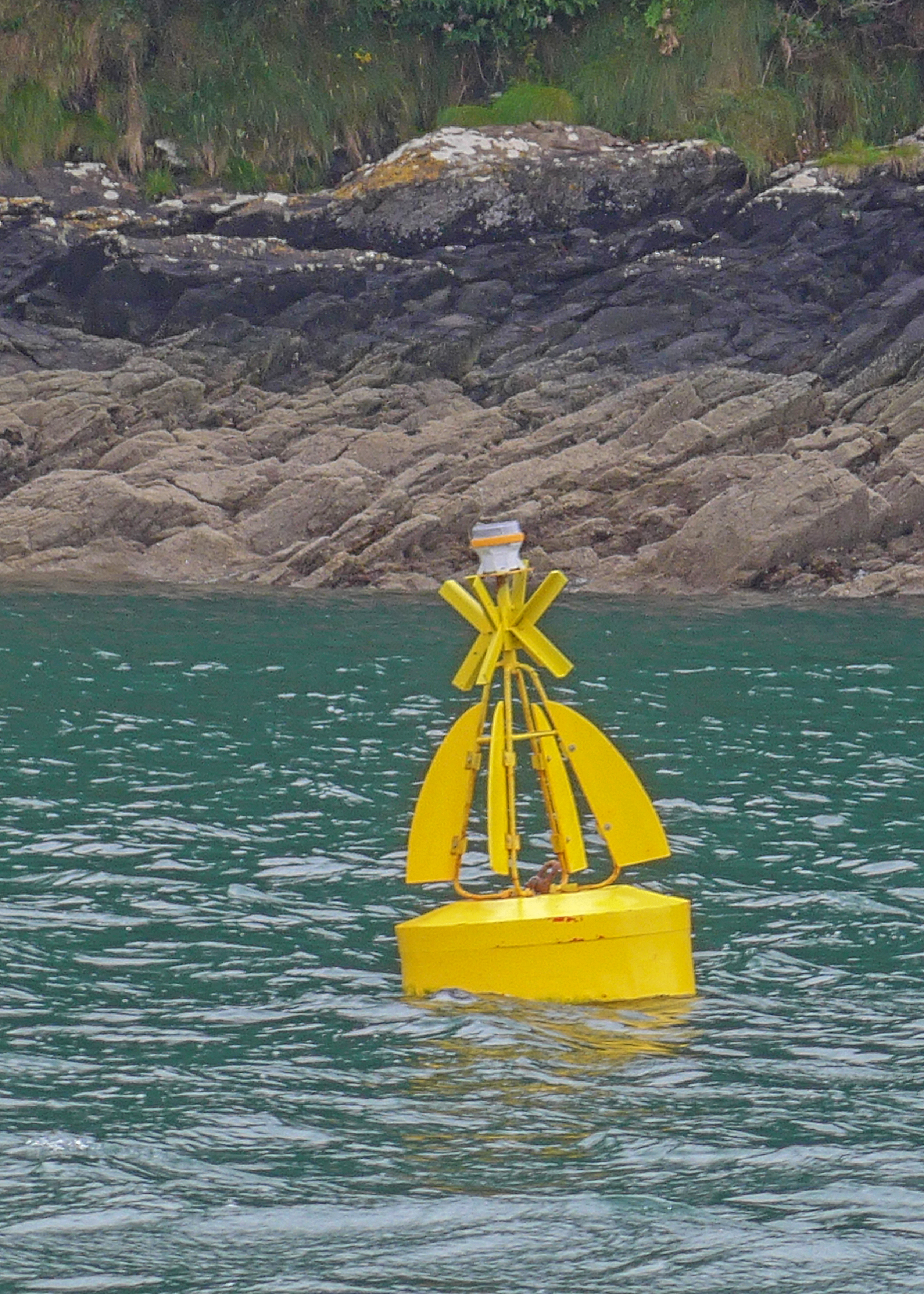
Спеціальний знак на ріа Гелфорд-Ривер

Спеціальний знак — за визначенням Міжнародної асоціації маякових служб (МАМС) — навігаційний знак для позначення спеціальних районів або об'єктів. Може мати форму буя, бакена чи віхи, жовте забарвлення і топову фігуру у вигляді косого хреста (схожого на андріївський). Також спеціальні знаки можуть нести проблисковий вогонь жовтого кольору, характер блимання якого повинен відрізнятися від світіння близькорозташованих знаків.

## Значення
Спеціальними знаками можуть позначати:
- Адміністративно-територіальні одиниці
- Райони для катання на водних лижах
- Місця якірних стоянок
- Місця для швартування
- Райони чекання
- Морські ферми
- Нафтові свердловини
- Тупики
- Трубопроводи
- Місця звалення ґрунту (від землечерпальних робіт)
- Місця історичних кораблетрощ
- Природоохоронні території
- Водовипуски (зливової каналізації, води рідинного охолодження)
- Каналізаційні труби
- Водозабірники
- Підводні кабелі